# Moucherolle de la Jamaïque
Contopus pallidus
Espèce
Synonymes
- Myiobius pallidus

Statut de conservation UICN

 LC  : Préoccupation mineure
Le Moucherolle de la Jamaïque, ou Moucherolle de Jamaïque (Contopus pallidus), est une espèce de passereau placée dans la famille des Tyrannidae. Il était auparavant considéré comme une sous-espèce du Moucherolle tête-fou (Contopus caribaeus).

## Répartition
Cet oiseau est endémique de la Jamaïque.